# Lengua polisintética
Las lenguas polisintéticas son lenguas aglutinantes en grado sumo. Es decir, lenguas en las que las palabras están compuestas por muchos morfemas. Una lengua sintética tiene más de un morfema por palabra, lo cual ocurre en la mayor parte de las lenguas, pero una lengua polisintética tiene tal grado de unión morfológica, que normalmente se emplea para expresar que se produce, en cierta forma, la incorporación, tal como la unión de verbos y nombres en una misma palabra. Por lo menos, el número, la persona y tipo de sustantivo tanto del sujeto como del complemento directo están marcados en el verbo de alguna forma, lo que permite que el orden de las palabras sea muy libre.

## Ejemplos de Lenguas Polisintéticas
Muchas lenguas indígenas americanas, las lenguas esquimales y varias lenguas paleosiberianas son ejemplos de lenguas polisintéticas. En América del Sur destacan las lenguas arawak como ejemplo de lenguas típicamente polisintéticas. A continuación se muestra el alto grado de polisíntesis del amuesha (AM, arawak meridional) y del tariana (TA, arawak septentrional), lenguas en las que pueden darse "palabras" que se traducen por una oración completa:
(1a) Ø-omaz-amy-eʔt-ampy-es-y-es-n-eˑn-a
3SG-ir.río.abajo-DISTR-EPENT-DAT-EPENT-PL-EPENT-?-PROG-REFL
'Iban yendo río abajo en canoa a última hora de la tarde deteniéndose a lo largo del camino'
[AM, Wise 1986:582]
(1b)  na-mat͡ʃi-ka-i-ya-kaka-tha-sina-bala
3PL-ser.malo-TEM-CAUS1-CAUS2-RECIP-FRUSTRATIVO-PASAD0.REMOTO-LOC
'Se han transformado uno a otro en algo ubicuo aunque en vano'
[TA, Wise 1986:582]
Algunas lenguas de señas tienen características de este tipo, por ejemplo, en la lengua de señas argentina las raíces de inclusión numeral incluyen números a las señas ('dos-año(s)', 'tres-semana(s)') y en todas las expresiones idiomáticas donde con una sola seña se puede decir 'voy a tu casa'...